# Záporožská tepelná elektrárna
Záporožská tepelná elektrárna je největší tepelná elektrárna na Ukrajině, primárně spalující zemní plyn (případně též topný olej), starší generátory menšího výkonu používají uhlí. Postavena byla v tehdejším Sovětském svazu u města Enerhodar (město bylo založeno při započetí stavby této elektrárny) v Záporožské oblasti.

## Historie a technické informace

### Výstavba a rekonstrukce
Výstavba probíhala mezi roky 1971–1977, s celkovým výkonem 3650 MW jde o největší tepelnou elektrárnu na Ukrajině a druhou největší provozovanou elektrárnu v zemi (po sousední Záporožské jaderné elektrárně). Tři novější generátory z let 1975–1977, každý o výkonu 800 MW, využívají zemní plyn (nebo topný olej), čtyři generátory z roku 1972 na uhlí měly původně výkon 4×300 MW. Ale bloky 1 a 3 byly zrekonstruovány v letech 2012 a 2014, jejich výkon byl zvýšen na 2×325 MW, zbylé jednotky 2 a 4 mají původní výkon 2×300 MW. Elektrárna byla postavena podle identického projektu jako Uglegorská tepelná elektrárna na východě Ukrajiny.

### Nejvyšší komíny
Dva železobetonové komíny o výšce 320 metrů (průměr u paty 29 metrů) jsou nejvyšší stavby v Záporožské oblasti a jedny z nejvyšších na Ukrajině. V roce 1977, kdy byla tepelná elektrárna dokončena, bylo rozhodnuto o stavbě nedaleké Záporožské jaderné elektrárny, která se po dostavbě 5. a 6. bloku k původním čtyřem jednotkám stala největší jadernou elektrárnou nejen na Ukrajině, ale v celé Evropě.

### Ruská vojenská invaze
Během ruské invaze na Ukrajinu byla Záporožská tepelná elektrárna 4. března 2022 obsazena ruskými vojsky stejně jako nedaleká Záporožská jaderná elektrárna.